# Antígua e Barbuda nos Jogos Pan-Americanos de 2019
Antígua e Barbuda participou dos Jogos Pan-Americanos de 2019 em Lima de 26 de julho a 11 de agosto.

## Atletas
| Competição | Homens | Mulheres | Total |
| ---------- | ------ | -------- | ----- |
| Atletismo  | 1      | 1        | 2     |
| Boxe       | 1      | 0        | 1     |
| Natação    | 1      | 1        | 1     |
| Tênis      | 1      | 0        | 1     |
| Vela       | 2      | 1        | 3     |
| Total      | 6      | 3        | 9     |

## Medalhistas
| Nome                | Esporte   | Evento          | Gênero    | Dia          | Medalha |
| ------------------- | --------- | --------------- | --------- | ------------ | ------- |
| Priscilla Frederick | Atletismo | Salto em altura | Feminino  | 08 de agosto | Prata   |
| Alston Ryan         | Boxe      | 64kg masculino  | Masculino | 02 de agosto | Bronze  |
| Cejhae Greene       | Atletismo | 100m masculino  | Masculino | 07 de agosto | Bronze  |

| Esporte   | Medalha de ouro | Medalha de prata | Medalha de bronze | Total |
| Atletismo | 0               | 1                | 1                 | 2     |
| Boxe      | 0               | 0                | 1                 | 1     |
| Total     | 0               | 1                | 2                 | 3     |

## Atletismo

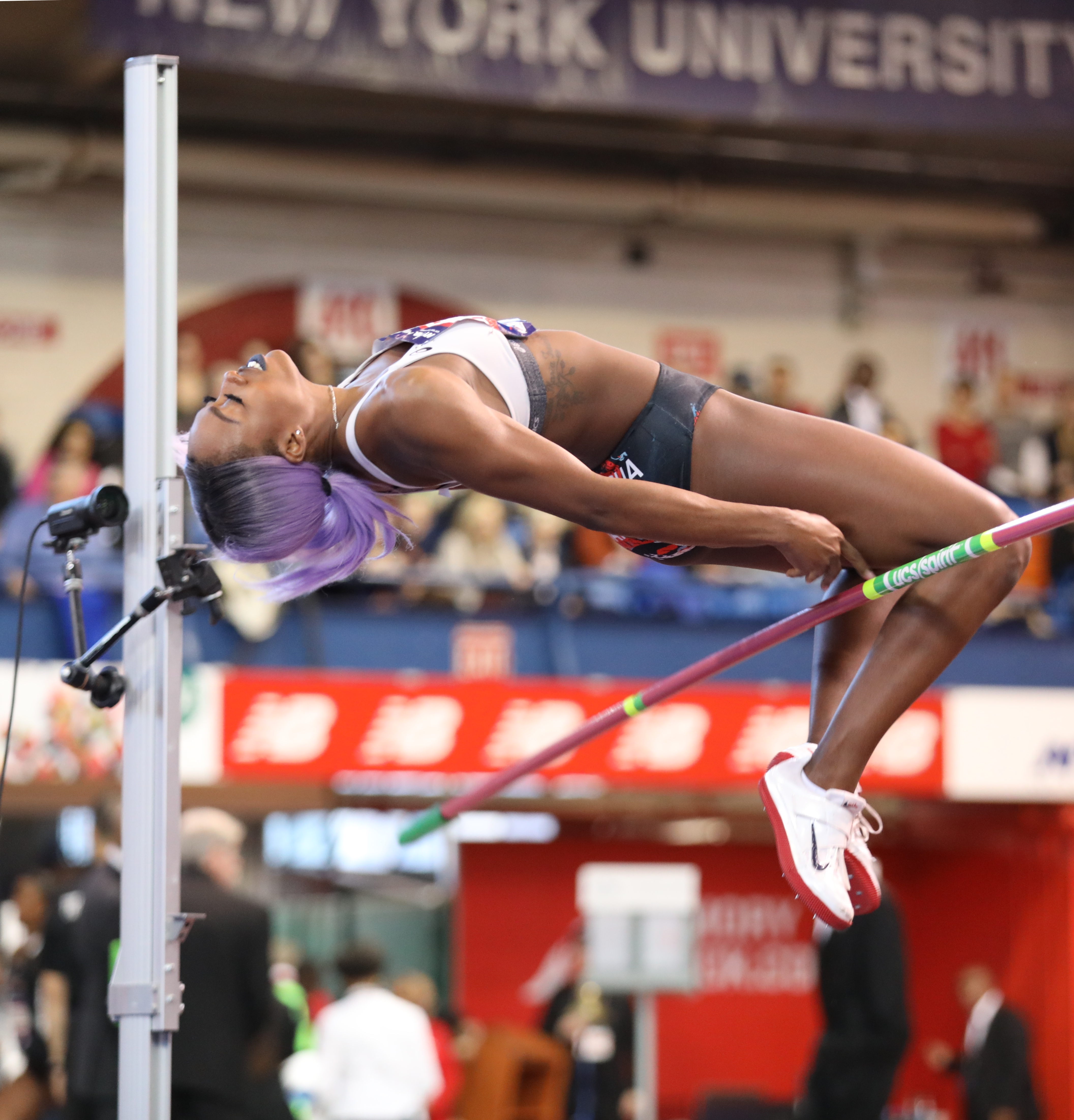
Priscilla Frederick conseguiu a segunda prata consecutiva no salto em altura feminino

Antígua e Barbuda qualificou dois atletas (um por gênero). Priscilla Frederick e Cejhae Greene conseguiram conquistar medalhas em seus respectivos eventos. Frederick conseguiu igualar sua performance de Toronto.
Chave
- Nota– Posições para os eventos de pista são para a fase inteira
- Q = Qualificado à fase seguinte diretamente
- SB = Melhor da temporada

Eventos de pista
Masculino
| Atleta        | Evento          | Semifinais | Semifinais | Final     | Final             |
| Atleta        | Evento          | Resultado  | Posição    | Resultado | Posição           |
| ------------- | --------------- | ---------- | ---------- | --------- | ----------------- |
| Cejhae Greene | 100 m masculino | 10.31      | 4ª Q       | 10.23     | Medalha de bronze |

Eventos de campo
Feminino
| Atleta              | Evento          | Final     | Final            |
| Atleta              | Evento          | Distância | Posição          |
| ------------------- | --------------- | --------- | ---------------- |
| Priscilla Frederick | Salto em altura | 1.87 SB   | Medalha de prata |

## Boxe
Antígua e Barbuda qualificou um boxeador masculino. Alston Ryan conseguiu conquistar a medalha de bronze.
Masculino
| Atleta      | Evento | Preliminares         | Quartas-de-final     | Semifinais           | Final                | Posição           |
| Atleta      | Evento | Adversário Resultado | Adversário Resultado | Adversário Resultado | Adversário Resultado | Posição           |
| ----------- | ------ | -------------------- | -------------------- | -------------------- | -------------------- | ----------------- |
| Alston Ryan | 64 kg  | Bye                  | German (PER) W 4–1   | Cruz (CUB) L 0–5     | Não avançou          | Medalha de bronze |

## Natação
Antígua e Barbuda recebeu duas vagas de universalidade para inscrever um homem e uma mulher.
Chave
- Nota – Posições são dadas para a fase inteira

| Atleta          | Evento                    | Eliminatória | Eliminatória | Final       | Final       |
| Atleta          | Evento                    | Tempo        | Pos.         | Tempo       | Pos.        |
| --------------- | ------------------------- | ------------ | ------------ | ----------- | ----------- |
| Lleyton Martin  | 50 m livre masculino      | 25.00        | 31ª          | Não avançou | Não avançou |
| Lleyton Martin  | 100 m livre masculino     | 55.45        | 27ª          | Não avançou | Não avançou |
| Lleyton Martin  | 100 m borboleta masculino | 58.28        | 22ª          | Não avançou | Não avançou |
| Bianca Mitchell | 50 m livre feminino       | 29.30        | 28ª          | Não avançou | Não avançou |
| Bianca Mitchell | 100 m livre feminino      | 1:04.21      | 27ª          | Não avançou | Não avançou |
| Bianca Mitchell | 200 m livre feminino      | 2:18.70      | 24ª          | Não avançou | Não avançou |

## Tênis
Antígua e Barbuda recebeu um convite para a competição individual masculina.
Masculino
| Atleta        | Evento  | Primeira rodada          | Segunda rodada          | Oitavas-de-final  | Quartas-de-final  | Semifinais        | Final / BM        | Final / BM  |             |
| Atleta        | Evento  | Adversário Placar        | Adversário Placar       | Adversário Placar | Adversário Placar | Adversário Placar | Adversário Placar | Posição     |             |
| ------------- | ------- | ------------------------ | ----------------------- | ----------------- | ----------------- | ----------------- | ----------------- | ----------- | ----------- |
| Jody Maginley | Simples | Johnson (ESA) W 6–4, 6–3 | Tabilo (CHI) L 1–6, 3–6 | Não avançou       | Não avançou       | Não avançou       | Não avançou       | Não avançou | Não avançou |

## Vela
Antígua e Barbuda qualificou um velejador masculino (kites). O país posteriormente recebeu duas vagas de universalidade nos eventos de laser.
Chave
- DNF= Não terminou
- STP = Penalidade padrão
- UFD = Desqualificação por bandeira

| Atleta         | Classe          | Regatas | Regatas | Regatas | Regatas | Regatas | Regatas | Regatas | Regatas | Regatas | Regatas | Regatas | Regatas | Regatas | Regatas | Regatas | Regatas | Regatas | Regatas | Regatas        | Regatas        | Regatas        | Total  | Total |
| Atleta         | Classe          | 1       | 2       | 3       | 4       | 5       | 6       | 7       | 8       | 9       | 10      | 11      | 12      | 13      | 14      | 15      | 16      | 17      | 18      | M1             | M2             | M3             | Pontos | Pos.  |
| -------------- | --------------- | ------- | ------- | ------- | ------- | ------- | ------- | ------- | ------- | ------- | ------- | ------- | ------- | ------- | ------- | ------- | ------- | ------- | ------- | -------------- | -------------- | -------------- | ------ | ----- |
| Jules Mitchell | Laser masculino | 11      | 17      | 19      | 21      | 16      | 12      | 17      | 16      | STP     | 17      | —       | —       | —       | —       | —       | —       | —       | —       | Não qualificou | —              | —              | 142    | 18ª   |
| Jalese Gordon  | Laser radial    | 18      | 18      | DNF     | 18      | 18      | 16      | 18      | UFD     | 17      | DNF     | —       | —       | —       | —       | —       | —       | —       | —       | Não qualificou | —              | —              | 161    | 18ª   |
| Tiger Tyson    | Kites           | 5       | 6       | RDG     | RDG     | 8       | 6       | 4       | 6       | 10      | 4       | 6       | 7       | 8       | 4       | 3       | 6       | 4       | 5       | Não qualificou | Não qualificou | Não qualificou | 77.8   | 6ª    |